# Exempli gratia
E. g. (exempli gratia, pronunciado /ek'sempli 'gratia/) es una abreviatura latina que se emplea frecuentemente en la escritura en inglés, especialmente con fines didácticos.
Exempli gratia  es una locución latina que significa literalmente ‘dado como ejemplo’.
José Martínez de Sousa recomienda no usar exempli gratia al no ser habitual en español; no obstante, sigue siendo válido cuando escrito en cursiva. 
Es equivalente a las abreviaturas v. gr. (verbi gratia, ‘verbigracia’), y p. ej. (‘por ejemplo’) utilizadas también en español.